# Neuromodulation
Le mot neuromodulation a un sens différent en neuroscience et en médecine.

## En neurosciences
Dans ce domaine, la neuromodulation est le processus par lequel plusieurs classes de neurotransmetteurs du système nerveux régulent plusieurs populations de neurones.
À l'opposé de la transmission synaptique, dans laquelle un neurone présynaptique influence directement un pair postsynaptique, les transmetteurs neuromodulateurs sécrétés par un groupe restreint de neurones se diffusent à travers le système nerveux, ayant un impact sur de multiples neurones.
Parmi les neuromodulateurs on trouve par exemple la dopamine, la sérotonine, l'acétylcholine, et l'histamine, mais aussi bien d'autres.

### Systèmes neuromusculaires
Les neuromodulateurs peuvent y altérer le rendement du système physiologique, en affectant les entrées associées (par exemple, les générateurs de modèles centraux). Toutefois, du travail sur ces modèles suggèrent que cela seul est insuffisant parce que la transformation neuromusculaire des données neuronales aux rendements musculaires peut être accordée à des plages spécifiques de données. On propose que les neuromodulateurs doivent agir non seulement sur le système de données mais doit aussi changer la transformation elle-même pour produire les contractions de muscles voulus comme rendement final.

## En médecine
La neuromodulation désigne en médecine certains systèmes de Neurostimulation par des électrodes de neuromodulation externes ou par un « neurostimulateur implanté » (le premier date de 1967[réf. souhaitée]), généralement pour traiter une douleur neuropathique chronique.
Selon sa localisation on parlera de neuromodulation médullaire, sacrée, pudendale, vaginale, suprapubienne, cérébrale, etc..
Dans l'hyperactivité vésicale (HAV), les afférences sacrées peuvent faire l'objet d'une stimulation pudendale à basse fréquence (5–20 hz) conduisant à inhiber le réflexe mictionnel par 4 voies différentes : 
1. activation du nerf hypogastrique ;
2. amélioration de la relaxation détrusorienne ;
3. inhibition du nerf pelvien parasympathique (=> contraction détrusorienne inhibée) ;
4. inhibition supra-médullaire du réflexe mictionnel.

Dans l'incontinence urinaire d'effort, une stimulation haute fréquence (35–50 Hz) active les efférences pudendales, induisant une pression accrue de la fermeture urétrale.

### Utilisations
La médecine clinique utilise :
- la neurostimulation cordonnale postérieure,
- la neurostimulation des noyaux gris centraux,
- la neurostimulation du thalamus et ou du cortex,
- l'analgésie péridurale
- stimulation des nerfs périphériques (situés hors du canal rachidien).

Ainsi, dans le domaine de la pelvi-périnéologie et dans le traitement des troubles du bas appareil urinaire (pour réguler le réflexe mictionnel et/ou de défécation), la médecine a utilisé la neuromodulation directe des racines sacrées pour traiter l'hyperactivité vésicale (HAV), la rétention, l'incontinence fécale ou encore la douleur pelvienne chronique ; puis des médecins ont développé l'électrostimulation de nerf périphérique (tels que le nerf tibial postérieur au niveau de la cheville).

### Techniques de neuromodulation
Ces techniques modulent la neurotransmission via des stimuli électriques, magnétiques ou chimiques (ainsi dans l'anesthésie péridurale (ou épidurale) l'administration d'un anesthésique local bloque la transmission des messages nerveux issus des nerfs périphériques afin soit de permettre une abolition des messages douloureux (analgésie) et/ou des messages sensitifs (tact, pallesthésie) en procurant une anesthésie complète).
La neuromodulation cordonnale postérieure (ou « neurostimulation cordonnale postérieure » utilise un champ électrique pour stimuler la neurotransmission dans la moelle épinière, principalement pour traiter certaines douleurs chroniques résistantes aux médicaments et à d'autres traitements.
La neurostimulation périphérique stimule un nerf via une électrode (qui délivre un champ électrique), qui modifie la fréquence, l'amplitude des potentiels d'actions issus des récepteurs des neurones qui forment les nerfs périphériques.
La stimulation électrique intravaginale permet une stimulation pudendale à fréquences variables (hautes et basses fréquences) améliorant l'incontinence urinaire avec peu ou pas d’effets indésirables.
La stimulation électrique transcrânienne peut à long terme inhiber l'activité neuronale (stimulation basse fréquence) ou au contraire la potentialiser (stimulation haute fréquence). Elle peut aussi, toujours à long terme, améliorer la plasticité neuronale du cerveau.
De premières observations (encore à confirmer) ont en 2021 noté 
- une amélioration des troubles de la vidange par rTMS à haute fréquence et, à l’inverse, une amélioration des symptômes d’hyperactivité vésicale (HAV) à basse fréquence, dans une population de patients neurologiques[2].
- un effet significatif à court terme de réduction de la douleur des membres fantômes (PLP), par diverses types de neuromodulation (stimulations excitatrices, stimulation du cortex moteur primaire excitateur (M1) anodique…)[4]